# 이선미 (소설가)
이선미(1971년 6월 4일~)는 대한민국 대구 출신의 로맨스 소설 작가이다. 2007년 자신의 소설을 극화한 MBC 문화방송의 월화미니시리즈 《커피프린스 1호점》 각본 작업에 이정아라는 필명으로 참여해 드라마 작가로도 데뷔했다.

## 작품
- <아라사의 서우여>
- <경성애사>
- <아란야의 별빛>
- <10일간의 계약>
- <광란의 귀공자>
- <하록과 배태랑>
- <내 사랑 원더우먼>
- <석빙화>
- <커피프린스 1호점>
- <두번째 열병>

## 경성애사 일부 내용 표절
경성스캔들의 원작소설 경성애사가 조정래의 소설 태백산맥을 표절한 것으로 밝혀졌다. 경성애사의 이선미는 한국 로맨스 소설 작가협회 사이트 게시판에서 사과글을 게재하였다.

## 같이 보기
- 장르 소설